# Pod (álbum)
Pod es el álbum debut de la banda estadounidense de rock alternativo The Breeders, lanzado por 4AD en mayo de 1990. Steve Albini se encargó de la ingeniería y producción, y se grabó en Palladium Studios, Edimburgo, Escocia.
Steve Albini ha dicho que es el álbum en el que cree que ha sacado el mejor sonido para una banda. Kurt Cobain, líder de Nirvana dijo que fue uno de los álbumes más influyentes de su vida. Según Cobain, "es algo épico que nunca te dejará olvidar a tu ex-novia".

## Lista de canciones
Todas las canciones compuestas por Kim Deal, excepto donde se indique lo contrario.
1. "Glorious" (Deal, Halliday) – 3:23
2. "Doe" (Deal, Halliday) – 2:06
3. "Happiness Is a Warm Gun" (Lennon/McCartney) – 2:46
4. "Oh!" – 2:27
5. "Hellbound" – 2:21
6. "When I Was a Painter" – 3:24
7. "Fortunately Gone" – 1:44
8. "Iris" – 3:29
9. "Opened" – 2:28
10. "Only in 3's" (Deal, Donnelly) – 1:56
11. "Lime House" – 1:45
12. "Metal Man" (Deal, Wiggs) – 2:46

## Personal
- Kim Deal - voz, guitarra
- Tanya Donelly - voz, guitarra
- Josephine Wiggs - voz, bajo, guitarra española (en "Metal Man")
- Britt Walford (aparece como Shannon Doughton) - voz, batería
- Carrie Bradley	- violín
- Michael Allen - coros (en "Oh!")
- Steve Albini - ingeniero de sonido
- Vaughan Oliver/ v23 - diseño artístico
- Kevin Westerberg - fotografía